# Norton Museum of Art
O Norton Museum of Art é um museu de arte em West Palm Beach, Flórida. O museu possui um acervo que inclui mais de 8.200 obras, com foco em arte europeia, arte americana e arte chinesa, bem como em arte contemporânea e fotografia. Em 2003, ultrapassou o John and Mable Ringling Museum of Art, em Sarasota, tornando-se o maior museu da Flórida.